# 賽勒山
47°11′31″N 11°19′30″E / 47.19194°N 11.32500°E

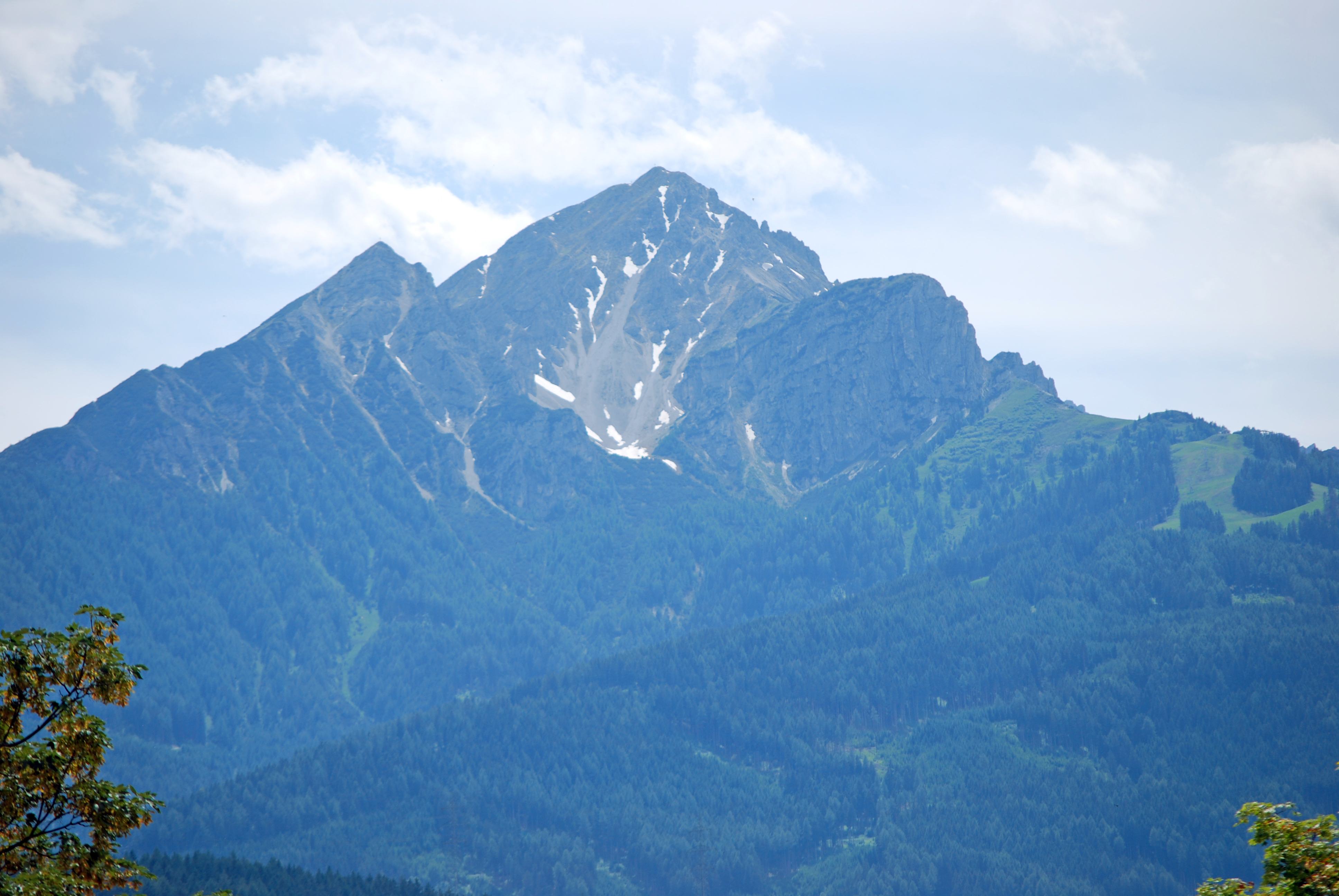

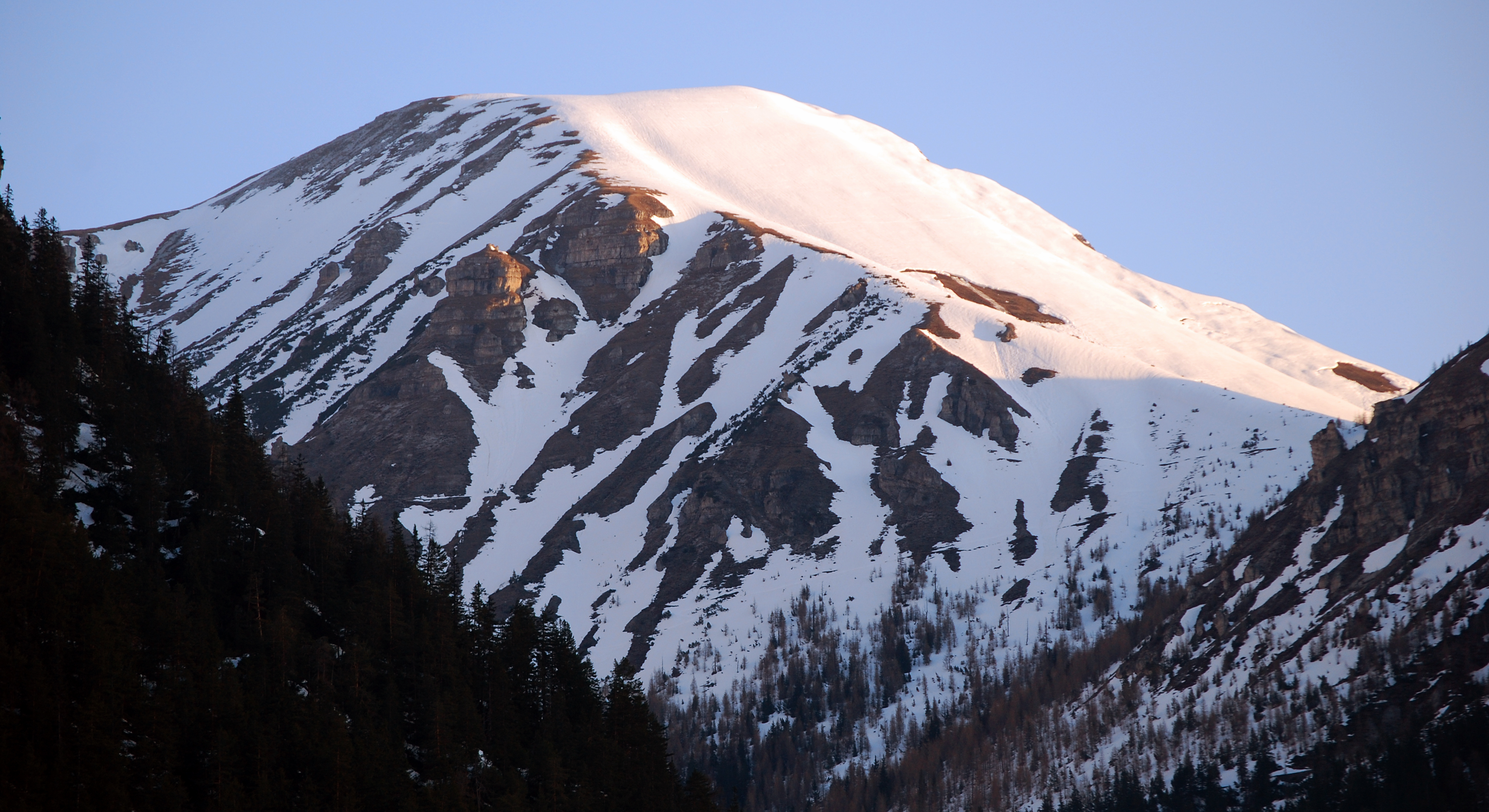

賽勒山（德語：Saile），是奧地利的山峰，位於該國西部，由蒂羅爾州負責管轄，屬於斯圖拜阿爾卑斯山脈的一部分，距離安普弗施泰因山2.1公里，海拔高度2,404米。